# Westerwald-Klasse
| Bundesdienstflagge        | Bundesdienstflagge                                            | Bundesdienstflagge |
| Westerwald-Klasse         | Westerwald-Klasse                                             |                    |
| ------------------------- | ------------------------------------------------------------- | ------------------ |
|                           |                                                               |                    |
| Übersicht                 |                                                               |                    |
| Schiffstyp:               | Munitionstransporter                                          |                    |
| Schiffsklasse:            | 760                                                           |                    |
| Typschiff:                | Westerwald                                                    |                    |
| Einheiten:                | 2                                                             |                    |
| Bauwerft:                 | Orenstein & Koppel, Lübeck                                    |                    |
| Kiellegung:               | 1965                                                          |                    |
| Stapellauf:               | 1966                                                          |                    |
| Dienstzeit:               | 1967–2010                                                     |                    |
| Daten                     |                                                               |                    |
| Verdrängung:              | 3460 Tonnen                                                   |                    |
| Länge über alles:         | 98,80 Meter                                                   |                    |
| Breite:                   | 14,02 m                                                       |                    |
| Tiefgang:                 | 3,56 m                                                        |                    |
| Antrieb:                  | 2 × Maybach-Diesel, je 2060 kW (2800 PS)                      |                    |
| Kraftstoffvorrat:         | 246 m³                                                        |                    |
| Geschwindigkeit:          | 15 Knoten                                                     |                    |
| Besatzung (mil. / zivil): | 60 / 31                                                       |                    |
| Bewaffnung:               | vier 40-mm-Flak in Doppellafetten mit militärischer Besatzung |                    |

Die Hilfsschiffe der Westerwald-Klasse (offiziell: Klasse 760) waren Munitionstransporter der deutschen Marine von 1967 bis 2010. Ihre Hauptaufgabe bestand im Transportieren von Munition und Material für auf See befindliche Kriegsschiffe.

## Allgemeines
Im Rahmen des Hilfsschiffsprogramms von 1959 wurden in den Jahren 1963/64 Entwürfe für den Bau von Munitionstransportern der Klasse 706 ausgearbeitet. Ende 1964 erhielt die Werft Orenstein & Koppel in Lübeck den Auftrag für den Bau zweier Schiffe der Klasse 706, später umbenannt in Klasse 760.
Mitte der 1980er Jahre erhielten die beiden Munitionstransporter das „manövriertechnische Gesamtpaket“, bestehend aus Querschubanlage, Becker-Ruder und „GUY“-Untersetzungsgetriebe. Auf der Westerwald wurden nachträglich die Versorgungsstationen vergrößert, dabei wurden seitlich ausklappbare Außenplattformen installiert.
Eine Bewaffnung war nur während der Zeit mit militärischer Besatzung an Bord vorhanden.
Die Odenwald wurde hauptsächlich für den Transport von MM-38-Flugkörpern von und nach Brest/Frankreich eingesetzt. Die Westerwald wurde neben dem Transport von Munition als Versorger eingesetzt. Vielfach erfolgte ein Einsatz als Versorger in Schnellboot- oder Minensuchgeschwadern, wenn der den Geschwadern unterstellte Tender nicht zur Verfügung stand.
Die beiden Einheiten wurden in den 1990er Jahren offiziell zu Versorgern umklassifiziert. Die Westerwald erhielt dabei die Klasse 760A und die Odenwald die Klasse 760B.

## Einheiten
- A 1435 Westerwald (1967–2010)

Die Westerwald wurde am 11. Februar 1967 für die Versorgungsflottille in Dienst gestellt. Heimatstützpunkt wurde Flensburg-Mürwik. Am 1. Oktober 1967 wurde sie dem neu aufgestellten 1. Versorgungsgeschwader unterstellt. Die zivile Besatzung des am 26. März 1992 außer Dienst gestellten Betriebsstofftransporters Eifel übernahm zum 1. April 1992 die bisher militärisch besetzte Westerwald. Gleichzeitig wurde sie dem 2. Versorgungsgeschwader in Wilhelmshaven unterstellt. Mit der Zusammenlegung des 1. und 2. Versorgungsgeschwaders am 25. März 1997 zum Trossgeschwader änderte sich für die Westerwald nichts, sie blieb weiterhin in Wilhelmshaven stationiert.
Am 31. Mai 2010 ist die Westerwald wegen fehlender Haushaltsmittel außer Fahrbereitschaft gegangen. Die Außerdienststellung erfolgte am 17. Dezember 2010.
Die letzte Fahrt der Westerwald, von der sie am 16. April 2010 nach Wilhelmshaven zurückkehrte, führte sie bis nach Südafrika. Hier nahm sie an der Seite des Einsatz- und Ausbildungsverbandes 2010 (EAV 2010), der aus den Fregatten Brandenburg und Niedersachsen sowie dem Einsatzgruppenversorger Frankfurt am Main bestand, an der Übung „Good Hope IV“ teil. „Good Hope“ ist ein deutsch-südafrikanisches Manöver, das alle zwei Jahre in Südafrika rund um das Kap der Guten Hoffnung stattfindet.
Die Westerwald lag dann bis 2015 in Wilhelmshaven. Sie wurde im Sommer 2015 zum Verkauf durch die Vebeg ausgeschrieben.
- A 1436 Odenwald (1967–2002)

Mit ihrer Indienststellung am 23. März 1967 wurde die Odenwald der Versorgungsflottille unterstellt. Heimatstützpunkt wurde Wilhelmshaven. Mit der Aufstellung des 2. Versorgungsgeschwaders am 1. Oktober 1967 wurde sie diesem unterstellt. Am 18. April 1969 wurde die Odenwald bereits wieder außer Dienst gestellt. Anschließend kam sie als einkokonierter Auflieger zur Reserveflottille. Als Ersatz für den am 29. November 1974 außer Dienst gestellten Munitionstransporter Schwarzwald wurde die Odenwald mit dessen ziviler Besatzung am 18. Dezember 1974 wieder für das 2. Versorgungsgeschwader in Wilhelmshaven in Dienst gestellt. Mit der Zusammenlegung des 1. und 2. Versorgungsgeschwaders am 25. März 1997 zum Trossgeschwader änderte sich für die Odenwald nichts, sie blieb weiterhin in Wilhelmshaven stationiert.
Im 1. Halbjahr 1991 unternahm die Odenwald im Rahmen der „Aktion Rußlandhilfe“ insgesamt drei Reisen in die Sowjetunion, um Lebensmittel zu transportieren. Der Zerfall der Sowjetunion wirkte sich katastrophal auf die Versorgungslage des Landes aus. Mit der Aktion sollte ein Zeichen gesetzt werden für Humanität und Völkerverständigung. Zwei Reisen führten nach Leningrad (heute wieder Sankt Petersburg) und eine Reise ging nach Klaipėda (deutsch: Memel).
Nachdem die Odenwald am 7. Februar 2002 außer Dienst gestellt worden war, wurde sie zunächst im Marinearsenal Wilhelmshaven aufgelegt. Das Schiff wurde dann am 22. Mai 2002 zusammen mit dem Versorger Glücksburg an die ägyptische Marine abgegeben und dort als Halaib mit der Kennung 231 in Dienst gestellt.

## Technische Daten
Antriebsanlage
- zwei Maybach-Viertakt-16-Zylinder-Dieselmotoren mit je 2060 kW (2800 PS)
- zwei Wellen mit vierflügelige Escher-Wyss-Verstellpropeller mit je 2,60 m
- zwei Ruder

Elektrikanlage
- zwei Dieselgeneratoren mit je 405 kW (550 PS/ 450 kVa)
- ein Dieselgenerator mit 224 kW (305 PS/ 250 kVa)
- ein Dieselgenerator mit 144 kW (195 PS/ 135 kVa)

Bewaffnung
- vier 40-mm-Flak in Doppellafetten während militärischer Besetzung

Ausrüstung
- drei Versorgungsstationen
- zwei 3-t-Bordkrane
- zwei 2,5-t-Ladebäume
- zwei Buganker in Decksklüsen
- ein Heckanker in Ankertasche
- zwei Motorkutter
- ein Schlauchboot
- sechs Rettungsinseln

Besatzung
- 60 Mann militärisch
- 31 Mann Zivilbesatzung

| Name       | Kennung | Rufzeichen bis 30. Nov. 1981/ ab 1. Dez. 1981 | Patenstadt | Bauwerft           | Baunummer | Kiellegung | Stapellauf | Indienststellung | Außerdienststellung |
| ---------- | ------- | --------------------------------------------- | ---------- | ------------------ | --------- | ---------- | ---------- | ---------------- | ------------------- |
| Westerwald | A1435   | DSHK / DRKT                                   | Montabaur  | Orenstein & Koppel | 624       | 03.11.1965 | 25.02.1966 | 11.02.1967       | 17.12.2010          |
| Odenwald   | A1436   | DSHL / DRKU                                   | Lützelbach | Orenstein & Koppel | 625       | 03.11.1965 | 05.05.1966 | 23.03.1967       | 07.02.2002          |